# Hemelter Bach
Der Hemelter Bach ist ein 33,9 km langer, orografisch rechter Nebenfluss der Ems in Nordrhein-Westfalen, Deutschland. Im Oberlauf heißt der Fluss Floethe und später Bevergerner Aa.

## Geographie
Der Hemelter Bach entspringt als Floethe etwa 2 km westlich von Tecklenburg bei Stallfort auf einer Höhe von 99 m ü. NN. Sie fließt vorrangig in westliche Richtung. Nach der Unterquerung des Dortmund-Ems-Kanals ändert der Fluss erstmals seinen Namen und heißt ab hier Flötte, ab der Ortsgrenze zu Bevergern heißt er Bevergerner Aa.
Bevor der Bach Bevergern erreicht, passiert er Schloss Surenburg. An der Grenze zu Rheine verlässt der Flusslauf das Tecklenburger Land, ändert erneut seinen Namen und heißt fortan Hemelter Bach. Bei Rheine im Münsterland mündet der Fluss schließlich auf 29 m ü. NN in die Ems.
Auf einer Wegstrecke von 33,9 km überwindet der Hemelter Bach einen Höhenunterschied von 70 m, was einem mittleren Sohlgefälle von 2,1 ‰ entspricht. Er entwässert ein Einzugsgebiet von 95,008 km².

## Sonstiges
Eine besondere Rolle im Brauchtum erhält der Hemelter Bach auf dem Gebiet des Ortes Bevergern. Dortige Junggesellenschützen pflegen am Tag nach dem Schützenfest einen Fischzug in der Bevergerner Aa zu absolvieren. Der Fang, oft nur symbolischer Natur, wird der neuen Königin präsentiert und „zum Verzehr o. ä.“ übereignet.